# سوما، آئوموری
سوماً، آئوموری (به لاتین: Sōma) یک منطقهٔ مسکونی در ژاپن است که در Nakatsugaru District واقع شده‌است. سوماً ۳٬۸۱۸ نفر جمعیت دارد. سوما اکنون با شهر همسایه خود ایواکی در شهر بزرگ تری به نام هیروساکی ادغام شده اند؛ در نتیجه سوما دیگر به عنوان شهری مستقل شناخته نمی شود.